# Europawahl in Ungarn 2004
- MSZP: 9
- SZDSZ: 2
- MDF: 1
- Fidesz: 12

Die Europawahl in Ungarn 2004 fand am 13. Juni 2004 statt. Sie war Teil der Europawahl 2004, der ersten in Ungarn nach der EU-Erweiterung im selben Jahr. In Ungarn wurden 24 der 732 Sitze im Europäischen Parlament vergeben. Die Wahl, die stark von innenpolitischen Themen geprägt war, endete mit einem Sieg für die konservative Opposition von Fidesz und MDF.

## Wahlsystem
Das ganze Gebiet Ungarns bildete einen Wahlbezirk. Die Sitze wurden im Verhältniswahlrecht vergeben, wobei jeder Wähler eine Stimme hatte. Die Stimmen wurden nach dem D’Hondt-Verfahren in insgesamt 24 Mandate für die nationalen Listen umgerechnet. Die Kandidaten wurden in der Reihenfolge gewählt, in der sie ursprünglich von ihren Listen aufgestellt wurden (keine Präferenzstimmen). Es gab eine Sperrklausel von 5 %.
Nach dem Wahlgesetz von 2003 konnten nur offiziell registrierte politische Parteien an der Wahl teilnehmen. Die Listen konnten aus einer oder mehreren Parteien bestehen und mussten vor der Wahl mindestens 20.000 Unterstützerunterschriften wahlberechtigter Bürger vorweisen. Nur zehn Listen erreichten diese Anzahl, von denen allerdings die Ungarische Grüne Partei (Zöld Párt) und die Landpartei (Vidék Párt) aufgrund von Unstimmigkeiten auf den eingereichten Listen nicht zur Wahl zugelassen wurden.

## Politisches Vorfeld der Wahl
Bei den Wahlen zum ungarischen Parlament im Jahr 2002 erhielt die MSZP die meisten Stimmen und bildete wie schon von 1994 bis 1998 gemeinsam mit dem liberalen SZDSZ eine Koalition unter Ministerpräsident Péter Medgyessy. Der regierende rechtskonservative Fidesz von Viktor Orbán erreichte im Listenverbund mit dem MDF zwar die meisten Sitze, konnte aber den dritten Regierungswechsel in Folge nicht verhindern. Der Wahlkampf wurde als der am stärksten polarisierte der ungarischen Geschichte bezeichnet. Die Kommunalwahlen im selben Jahr endeten ebenfalls mit einer Niederlage für Fidesz.
Über den Beitritt Ungarns in die Europäische Union entschied 2003 ein Referendum, bei dem sich bei einer Wahlbeteiligung von 45,6 % knapp 84 % der Wähler dafür aussprachen. Dies war die niedrigste Wahlbeteiligung unter allen Volksabstimmungen, die in den neuen Mitgliedstaaten über den Beitritt entschieden. Während sich die Mitte-links-Parteien deutlicher für einen EU-Beitritt aussprachen, galt die Haltung im konservativen Spektrum als eher euroskeptisch. Dennoch lehnte nur die rechtsextreme MIÉP den Beitritt ab.
Fidesz erklärte daher die Europawahl zur ersten Abstimmung über die Regierungspolitik Medgyessys seit 2002, sodass der Wahlkampf fast ausschließlich von innenpolitischen Themen geprägt war. Die Partei hoffte, durch einen deutlichen Sieg möglicherweise vorgezogene Parlamentswahlen herbeiführen zu können. So kritisierten die Konservativen die Finanzpolitik der Regierung und ihre Haltung gegenüber den ethnischen Ungarn in Siebenbürgen. Auf der anderen Seite hoben die Sozialisten die positive wirtschaftliche Entwicklung während ihrer Regierungszeit und Projekte wie die Lohnerhöhung im öffentlichen Dienst hervor. Gegen Ende des Wahlkampfs führten beide Parteien allerdings deutlich aggressive Kampagnen, wobei sie sich oft gegenseitig attackierten und unfaire Praktiken der anderen hervorhoben oder unterstellten (Negative Campaigning).
Die kleineren Parteien betonten ihre Unabhängigkeit: der SZDSZ gegenüber dem sozialistischen Koalitionspartner und der MDF gegenüber Fidesz, mit dem die Partei zwei Jahre zuvor noch auf einer gemeinsamen Liste zur Parlamentswahl angetreten war. Die Freien Demokraten um den Budapester Oberbürgermeister Gábor Demszky kritisierten die beiden großen Parteien für ihre negative Wahlkampfführung. Die MDF-Vorsitzende Ibolya Dávid stellte sich in Opposition zur Orbán, als sie anführte, dass das Ergebnis der Europawahl nicht über die Legitimität der 2002 gewählten Regierung entscheide.

## Ergebnis
| Listen                                         | Listen                               | Stimmen   | %    | Mandate |
| ---------------------------------------------- | ------------------------------------ | --------- | ---- | ------- |
|                                                | Fidesz                               | 1.457.750 | 47,4 | 12      |
|                                                | Magyar Szocialista Párt (MSZP)       | 1.054.921 | 34,3 | 9       |
|                                                | Szabad Demokraták Szövetsége (SZDSZ) | 237.908   | 7,7  | 2       |
|                                                | Magyar Demokrata Fórum (MDF)         | 164.025   | 5,3  | 1       |
|                                                | Magyar Igazság és Élet Pártja (MIÉP) | 72.203    | 2,3  | –       |
|                                                | Magyar Kommunista Munkáspárt         | 56.221    | 1,8  | –       |
|                                                | Magyar Nemzeti Szövetség (MNSZ)      | 20.226    | 0,7  | –       |
|                                                | Szociáldemokrata Párt (SZDP)         | 12.196    | 0,4  | –       |
| Gesamt                                         | Gesamt                               | 3.075.450 | 100  | 24      |
|                                                |                                      |           |      |         |
| Ungültige Stimmen                              | Ungültige Stimmen                    | 20.729    | 0,7  |         |
| Wähler                                         | Wähler                               | 3.096.179 | 38,5 |         |
| Wahlberechtigte                                | Wahlberechtigte                      | 8.046.247 |      |         |
|                                                |                                      |           |      |         |
| Quellen: Statistic választás: Stimmen, Mandate |                                      |           |      |         |

## Fraktionen im Europäischen Parlament
| Partei                         | Partei                       | Mandate | Fraktion |
| ------------------------------ | ---------------------------- | ------- | -------- |
|                                | FIDESZ                       | 12 / 24 | EVP-ED   |
|                                | Magyar Szocialista Párt      | 9 / 24  | SPE      |
|                                | Szabad Demokraták Szövetsége | 2 / 24  | ALDE     |
|                                | Magyar Demokrata Fórum       | 1 / 24  | EVP-ED   |
|                                |                              |         |          |
| Quelle: Europäisches Parlament |                              |         |          |

## Gewählte Abgeordnete
| Fidesz 1. Pál Schmitt 2. József Szájer 3. László Surján 4. György Schöpflin 5. Etelka Barsi-Pataky 6. András Gyürk 7. Zsolt Becsey 8. Lívia Járóka 9. Béla Glattfelder 10. Csaba Őry 11. István Pálfi 12. Kinga Gál | MSZP 1. Katalin Lévai 2. Gábor Harangozó 3. Magda Kósa Kovács 4. Csaba Tabajdi 5. Zita Gurmai 6. Szabolcs Fazakas 7. Edit Herczog 8. Alexandra Dobolyi 9. Gyula Hegyi | SZDSZ 1. Gábor Demszky 2. István Szent-Iványi | MDF 1. Péter Olajos |

Quelle: Europäisches Parlament